# 达尼耶尔·普拉尼奇
达尼耶尔·普拉尼奇（1981年12月2日—），是一名克罗地亚职业足球运动员。
2008年欧锦赛小组赛中，他从左路斜传助攻达里奥·斯尔纳，帮助球队2-1击败德国，获得B组第一名出线。